# Asia Rugby Championship 2015

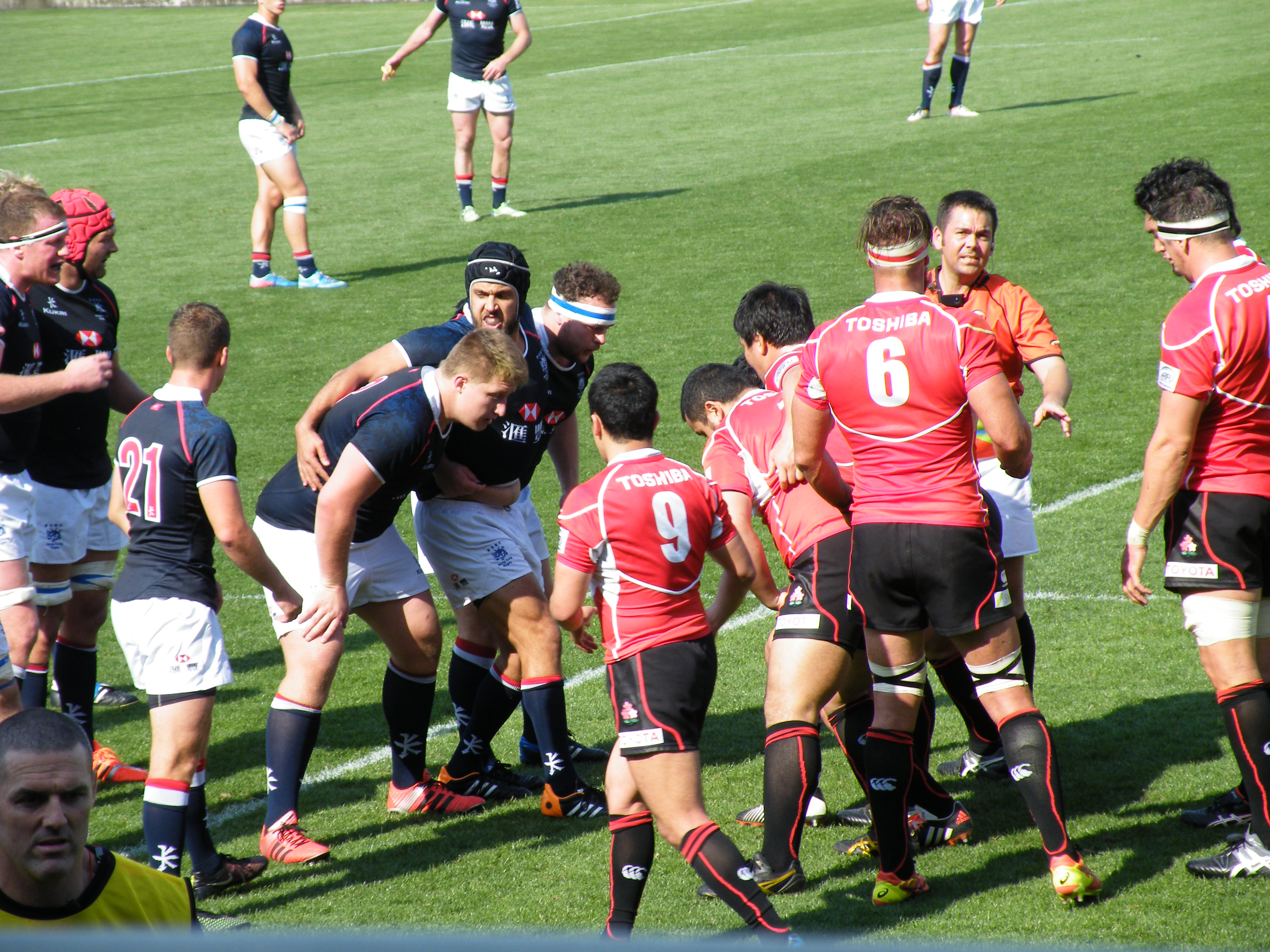
Mecz Japonia – Hongkong

Asia Rugby Championship 2015 – pierwsza edycja corocznego turnieju organizowanego pod auspicjami ARFU dla trzech najlepszych azjatyckich męskich reprezentacji rugby union. Turniej odbywał się od 18 kwietnia do 23 maja 2013 roku.
Tytuł już po trzech meczach zapewnili sobie reprezentanci Japonii. Ostatni mecz zawodów został przerwany po trzynastu minutach z powodu ulewnego deszczu i ogłoszony remisem 0-0. Wynik ten przerwał zatem passę bonusowych zwycięstw Japończyków w azjatyckich rozgrywkach. Najwięcej punktów w turnieju zdobył przedstawiciel triumfatorów Ayumu Gorōmaru.

## System rozgrywek
Rozgrywki prowadzone były systemem ligowym, a uczestniczyły w nich trzy najlepsze zespoły Asian Five Nations 2014. Zwycięzca meczu zyskiwał pięć punktów, za remis przysługiwały trzy punkty, zaś porażka nie była punktowana. Punkt bonusowy można było otrzymać za zdobycie przynajmniej czterech przyłożeń lub też za przegraną nie więcej niż siedmioma punktami.
Zwycięzca zostawał mistrzem Azji, zaś zespół z ostatniego miejsca rozgrywał baraż o utrzymanie w najwyższej klasie rozgrywkowej z triumfatorem Dywizji 1.

## Uczestnicy
W zawodach uczestniczyły trzy reprezentacje.
| Reprezentacja    | Miejsce w 2014 | Stadiony                                               |
| ---------------- | -------------- | ------------------------------------------------------ |
| Japonia          | 1.             | Level-5 Stadium Chichibunomiya Rugby Stadium           |
| Hongkong         | 2.             | Hong Kong Football Club Stadium Aberdeen Sports Ground |
| Korea Południowa | 3.             | Namdong Asiad Rugby Field                              |

## Mecze
| 18 kwietnia 201512:00 | Korea Południowa | 30:56(20:22) | Japonia | Namdong Asiad Rugby Field, Inczon |
| 18 kwietnia 201512:00 |                  | 30:56(20:22) |         | Namdong Asiad Rugby Field, Inczon |

| 25 kwietnia 201516:00 | Hongkong | 26:33(7:25) | Korea Południowa | Hong Kong Football Club Stadium, Hongkong |
| 25 kwietnia 201516:00 |          | 26:33(7:25) |                  | Hong Kong Football Club Stadium, Hongkong |

| 2 maja 201514:00 | Japonia | 41:0(19:0) | Hongkong | Chichibunomiya Rugby Stadium, Tokio |
| 2 maja 201514:00 |         | 41:0(19:0) |          | Chichibunomiya Rugby Stadium, Tokio |

| 9 maja 201514:00 | Japonia | 66:10(31:7) | Korea Południowa | Level-5 Stadium, Fukuoka |
| 9 maja 201514:00 |         | 66:10(31:7) |                  | Level-5 Stadium, Fukuoka |

| 16 maja 201512:00 | Korea Południowa | 37:38(19:12) | Hongkong | Namdong Asiad Rugby Field, Inczon |
| 16 maja 201512:00 |                  | 37:38(19:12) |          | Namdong Asiad Rugby Field, Inczon |

| 23 maja 201516:00 | Hongkong | 0:0 | Japonia | Aberdeen Sports Ground, Hongkong |
| 23 maja 201516:00 |          | 0:0 |         | Aberdeen Sports Ground, Hongkong |

1. ↑  Mecz przy stanie 3:0 został przerwany po trzynastu minutach z powodu ulewnego deszczu i ogłoszony remisem 0:0